# 孟買大學
孟買大學（英語：University of Mumbai，亦作University of Bombay、Bombay University；馬拉地語：मुंबई विद्यापीठ ） 是最早的三所印度邦立大學之一，位於馬哈拉施特拉邦的孟買。該大學仿照英國大學的模式，由約翰·威爾森創立於1857年。現在依然主要用英語授課。
2011年孟買大學在QS世界大學排名中位於551-600位，在QS亞洲大學排名中位於130-140位。2012年《商業內幕》將其工程學院排在全球第41位。

## 外部連結
- Official website（页面存档备份，存于）
- Question Papers Database（页面存档备份，存于）

18°58′30″N 72°49′33″E / 18.97500°N 72.82583°E